# کسنیا میشینا
کسنیا میشینا (اوکراینی: Ксенія Олександрівна Мішина؛ زادهٔ ۱۸ ژوئن ۱۹۸۹) بازیگر اهل اوکراین است.